# Border blaster

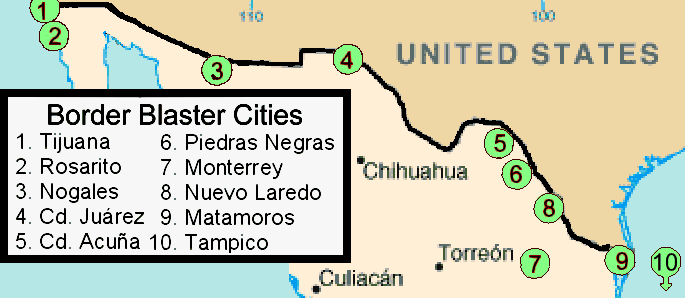
Locaties van de border blasters

Border blasters waren radiostations die in Mexico waren gevestigd vlak over de grens met de Verenigde Staten, om zo een zo groot mogelijk gebied in de Verenigde Staten te kunnen bereiken.
Voor veel Amerikaanse radiostations was het aantrekkelijk vanuit Mexico uit te zenden, omdat het verkrijgen van een zendvergunning daar veel eenvoudiger en goedkoper was. Door de stations pal aan de grens te vestigen konden zij alsnog een groot Amerikaans publiek bereiken. Volgens de Mexicaanse wetgeving moesten zij wel elke zondagavond het Mexicaanse volkslied uitzenden.
De eerste border blasters begonnen met uitzenden in de jaren dertig. Nadat in 1972 Mexico en de Verenigde Staten een overeenkomst tekenden waarin de zendfrequenties beter geregeld waren kwam er een einde aan dit gebruik.